# Le Pas Petit Poucet

Le Pas Petit Poucet est un téléfilm Création originale de Canal+, réalisé par Christophe Campos et écrit par Omar Sy, Fred Testot et Bertrand Delaire, librement adapté du conte de Charles Perrault. Il a été diffusé en 2010.

## Synopsis
Papa Bûcheron et Maman Légère souhaitent se débarrasser de leurs 7 enfants, Grand Poucet, Jean Bedave, Jean Pakis, Jean Chong, Jean Ramon, Jean Kamel et Jean Doumé, qui leur coûtent trop cher.
Ils décident de les perdre dans les bois, mais c'est sans compter l'intelligence du plus mal-aimé des enfants, Grand Poucet.

## Fiche technique
- Réalisation : Christophe Campos
- Scénario : Omar Sy, Fred Testot et Bertrand Delaire
- Pays de production :  France
- Genre : Comédie parodique
- Langue originale : français

## Distribution
- Omar Sy : Grand Poucet
- Fred Testot : Papa Bûcheron et Jean Doumé
- Jonathan Lambert : le Ménéstrel
- Fanny Valette : la femme de l'Ogre
- Julie Ferrier : Maman Légère
- Pio Marmaï : Jean Bedave
- Vincent Desagnat : l'Ogre
- Nader Boussandel : Jean Kamel
- Wahid Bouzidi : Jean Ramon
- Rotha Moeng : Jean Chong
- Oudesh Rughooputh : Jean Pakis
- Audrey Vernon : le Petit Chaperon rouge

## Anecdotes
- Pio Marmaï, Fanny Valette, Omar Sy, Fred Testot, et Jonathan Lambert ont tous joué dans La Loi de Murphy, le précédent film de Christophe Campos.